# Noorvik

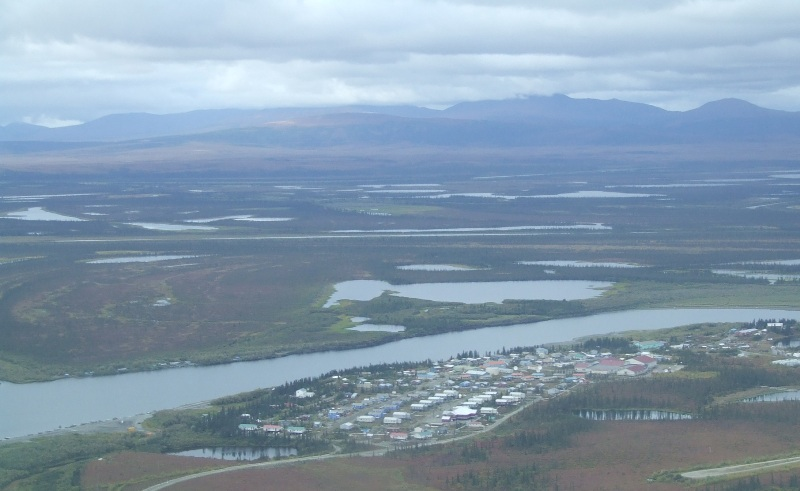

Noorvik est une localité d'Alaska aux États-Unis située dans le Borough de Northwest Arctic, sa population était de 668 habitants en 2010.
Elle est située sur la rive droite de la rivière Kobuk à 53 km de Selawik et à 72 km à l'ouest de Kotzebue, en aval du Parc national de Kobuk Valley.
Les températures moyennes vont de −23 °C à −9 °C en hiver et de 4 °C à 18 °C en été.
Noorvik signifie l'endroit où on s'est déplacé. Le village avait été fondé par les chasseurs et les pêcheurs du peuple Iñupiat depuis Deering au début des années 1900. La poste a ouvert en 1937.
Les seuls emplois locaux sont au niveau de l'école, des instances tribales, et des deux magasins. Il y a aussi quelques emplois saisonniers à Red Dog Mine, tandis que certains habitants vont travailler à Kotzebue.

## Démographie
| 1920 | 1930 | 1940 | 1950 | 1960 | 1970 |
| ---- | ---- | ---- | ---- | ---- | ---- |
| 281  | 198  | 211  | 248  | 384  | 462  |

| 1980 | 1990 | 2000 | 2010 | - | - |
| ---- | ---- | ---- | ---- | - | - |
| 492  | 531  | 634  | 668  | - | - |

## Sources et références
- (en) CIS

- (en) Cet article est partiellement ou en totalité issu de l’article de Wikipédia en anglais intitulé « Noorvik, Alaska » (voir la liste des auteurs).

1. ↑  « Statistiques des États-Unis - Alaska - Profils des communautés de 2010 » (consulté en novembre 2020)